# Kane (catch)
Pour les articles homonymes, voir Kane et Jacobs.
Glenn Thomas Jacobs né le 26 avril 1967 à Torrejón de Ardoz en Espagne, plus connu sous le nom de Kane, est un catcheur (lutteur professionnel), homme politique et acteur américain. Il est connu pour son travail à la World Wrestling Entertainment. Il est actuellement le maire du Comté de Knox, au Tennessee.
Il commence sa carrière de catcheur à l'United States Wrestling Association où il lutte sous divers noms de ring. Il rejoint la World Wrestling Federation (WWF) en 1995 où il utilise le nom d'Isaac Yankeem DDS et incarne le dentiste personnel de Jerry Lawler. Il est ensuite le « faux » Diesel après le départ de Kevin Nash pour la World Championship Wrestling avant d'incarner Kane, le frère de l'Undertaker en 1997.
Il garde ce nom de ring durant le reste de sa carrière et remporte une fois le championnat de la WWF, le championnat du monde par équipe de la WWF/WWE à neuf reprises (deux fois avec Mankind, deux fois avec X-Pac, deux fois avec The Undertaker, une fois avec The Hurricane, Rob Van Dam et Big Show).
En 2021, il est intronisé dans le Hall of Fame de la WWE en même temps que Rob Van Dam et The Great Khali.

## Jeunesse
Les parents de Jacobs sont des militaires de l'US Air Force alors stationné en Espagne à sa naissance. Il grandit dans la banlieue de Nashville et devient un fan de catch. Il étudie à l'université d'État du Nord-Est du Missouri (en) où il fait partie de l'équipe de basketball,. Il s'illustre dans ce sport en établissant le record de la moyenne de field goal par match de son équipe. Il obtient un bachelor en littérature anglaise et en enseignement. Après l'université, il travaille comme professeur remplaçant dans les environs de Saint-Louis (Missouri).

## Carrière

### Circuit indépendant (1992-1995)
Jacobs s'entraine pour devenir catcheur auprès de Dean Malenko et Ray Candy et fait ses premiers combats en 1992. Il lutte principalement dans le Tennessee à l'United States Wrestling Association. Il s'y fait connaitre sous un masque en incarnant Christmas Creature et perd le 28 décembre 1992 un Title vs. Mask match pour le championnat du monde poids lourd unifié de l'USWA face à Jerry Lawler,. Cela marque la fin de l'utilisation de ce gimmick.
En 1993, il fait un bref passage à la World Championship Wrestling où il lutte sous le nom de Bruiser Mastino. Pour son unique combat dans cette fédération le 6 mars, il perd rapidement face à Sting. Il lutte ensuite au Japon et à Porto Rico durant le reste de l'année ainsi qu'en 1994.
Jacobs retourne aux États-Unis en 1995 où il travaille à la Smoky Mountain Wrestling (SMW) sous le nom d'Unabomb. Il y fait équipe avec Al Snow avec qui il remporte le championnat par équipes de la SMW le 7 avril après leur victoire sur les Rock n Roll Express (Ricky Morton et Robert Gibson). Ils perdent ce titre le 6 juillet face à Dirty White Boy et Tracy Smothers.

### World Wrestling Federation/Entertainment (1995-...)

#### DrIsaac Yankem puis «Faux» Diesel (1995-1997)
Jacobs apparait pour la première fois à la World Wrestling Federation (WWF) le 26 juin 1995 sous les traits du Dr Isaac Yankem DDS, le dentiste personnel de Jerry Lawler. Bret Hart est alors le rival de Lawler et Yankem l'affronte une première fois le 27 août au cours de SummerSlam où Lawler intervient en fin de match causant la disqualification de Yankem. Il affronte Hart une seconde fois dans un match en cage le 16 octobre à Monday Night RAW où Hart l'emporte en s'échappant de la cage. Ce gimmick ne plait pas aux fans et le Dr Isaac Yankem DDS devient un jobber.
En 1996, Kevin Nash et Scott Hall qui incarnent Diesel et Razor Ramon à la WWF quittent la fédération pour la World Championship Wrestling. Puisque la WWF a les droits sur les noms de ring de ces deux catcheurs, Vince McMahon décide de réutiliser ces noms de ring avec Jacobs en « faux » Diesel et Rick Bognar en « faux » Razor Ramon. Vince McMahon et Vince Russo lui font confiance et Jacobs réussi à montrer qu'il est un bon catcheur. Cependant ce gimmick ne plait pas au public qui sait que Nash et Hall ne sont plus à la WWF.

#### Rivalités avec The Undertaker & Stone Cold Steve Austin (1997-2000)
En 1997, Paul Bearer commence à évoquer Kane le frère de l'Undertaker mort dans un incendie. Il apparaît pour la première fois le 5 octobre durant Badd Blood: In Your House où il se confronte à son frère. Dans les semaines qui suivent, il intervient dans des combats en s'en prenant à tous les catcheurs afin d'affronter son frère lors des Survivor Series.
Lors du Royal Rumble 1998, il intervient dans un Casket Match entre The Undertaker et le WWF Champion Shawn Michaels pour le titre de WWF Championship et enferme l'Undertaker dans un cercueil, avant d'y mettre le feu. Lors de No Way Out 1998, il bat Vader après un Chokeslam et un Tombstone Piledriver.
Lors de Wrestlemania XIV, il affronte enfin son frère The Undertaker dans un match un contre un et perd malgré l'assistance de Paul Bearer après trois Tombstone Piledriver de l'Undertaker.
Les deux frères s'affrontent à nouveau le 4 avril 1998 à WWF Mayhem in Manchester, puis lors du Unforgiven 1998 dans le tout premier Inferno match, où l'Undertaker ressort vainqueur des deux combats.
Lors de King of the Ring 1998, il bat le WWF Champion Stone Cold Steve Austin dans un First Blood match et remporte le WWF Championship, titre qu'il perd le lendemain contre le même adversaire.
Le 10 août 1998 à RAW, Mankind et Kane remportent les World Tag Team Champions dans un match incluant les New Age Outlaws, l'Undertaker avec Stone Cold Steve Austin et The Nation (D-Lo Brown et The Rock). Ils les perdront trois semaines plus tard lors du SummerSlam face aux New Age Outlaws.
Plus tard, Kane rejoint The Corporation mais devient rapidement face après avoir aidé X-Pac, avec qui il fait équipe. Le 30 mars à RAW, ils gagnent leur premier titre par équipe en battant Jeff Jarrett et Owen Hart. Le 25 mai à Raw, ils perdent leur titre face aux Acolytes de la ministry à cause de Shane McMahon.
Lors de WrestleMania XV, il bat Triple H par disqualification.
En 2000, Kane effectue un heel turn en attaquant son frère The Undertaker plusieurs fois sans raison, lui portant même un Chokeslam et cassant le ring. Une rivalité débute alors entre les deux.
Ils s'affrontent dans un combat simple lors de SummerSlam (2000), dans un match qui se termine en match nul après que Kane soit parti après avoir été démasqué par l'Undertaker.

#### The Brothers of Destruction (2000-2002)

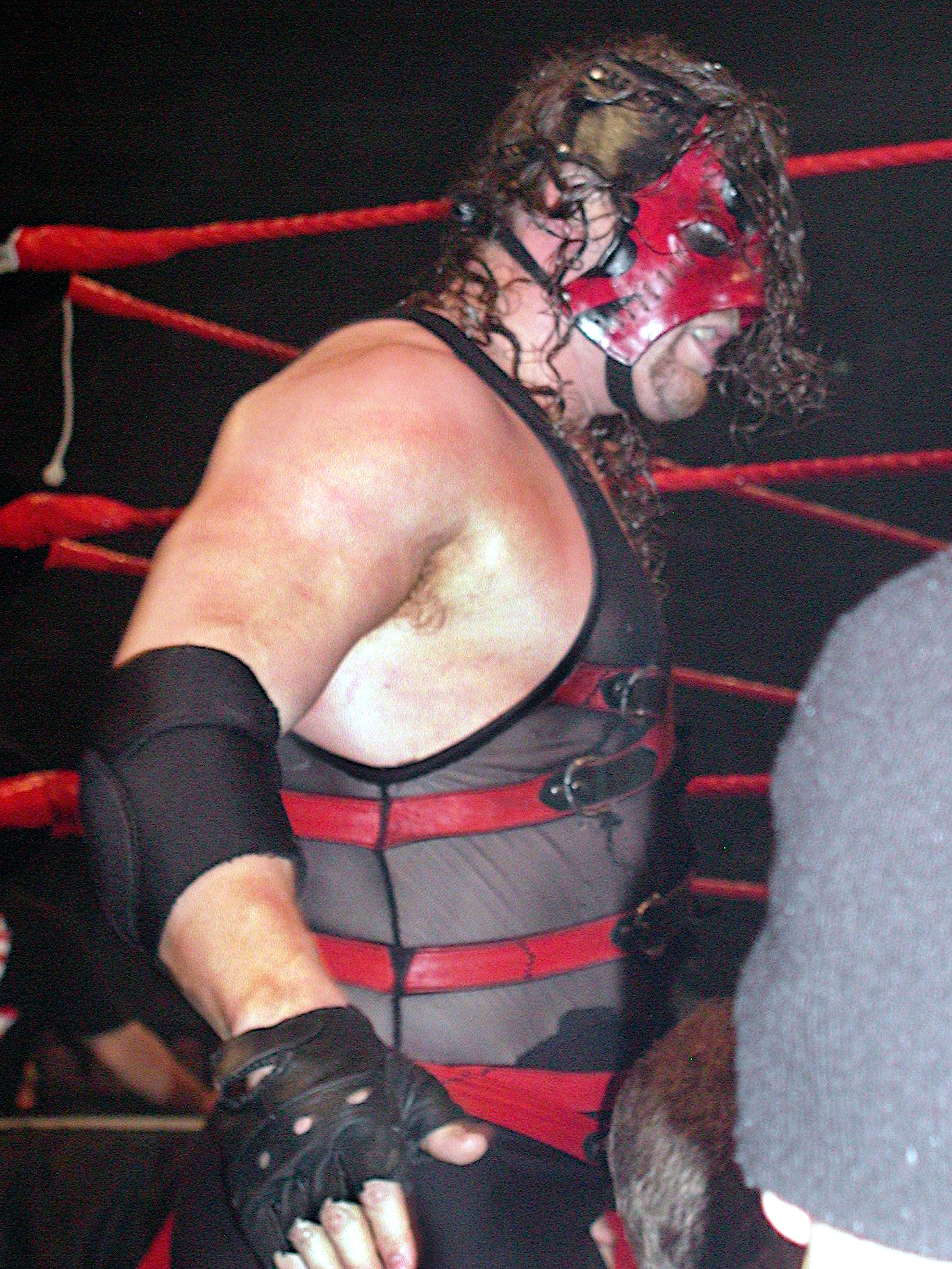
Kane avec son masque en 2003.

Le 21 janvier 2001 lors du Royal Rumble, Kane bat le record du nombre d'éliminations dans un seul Royal Rumble match à l'époque en éliminant 11 catcheurs. Il se fera éliminer en dernier par Stone Cold Steve Austin.
Il s'allie ensuite à son frère l'Undertaker pour former les Brothers of Destruction, et les deux hommes tentent de décrocher les titres par équipes à No Way Out, face aux champions les Dudley Boyz et le duo Edge & Christian dans un Tables Match, mais ils perdent après l'intervention de Rikishi et Haku.
Le 1er avril 2001, lors de WrestleMania X-Seven, Kane remporte le Hardcore Championship en battant Raven dans un Triple Threat match qui incluaient également le Big Show.
Pendant l'été 2001, Kane et Undertaker obtiennent les ceintures de Champions par Équipe de la WWF, et de la WCW, faisant d'eux les premiers double champions par équipe de l'histoire de la WWF.

#### Rivalité avec Triple H et perte du masque (2002-2003)
Il entame après le Royal Rumble 2002, une rivalité avec Kurt Angle, rivalité qui se solde lors WrestleMania 18 où il perd face à Kurt Angle.
Le 23 septembre 2002 à RAW, il remporte avec The Hurricane les World Tag Team Championship en battant Christian et Lance Storm. La semaine suivante, il bat Chris Jericho pour remporter l'Intercontinental Championship. Kane et The Hurricane perdent leurs titres le 14 octobre 2002 contre Chris Jericho et Christian. Lors de No Mercy, dans un combat où le titre Intercontinental et le World Heavyweight Championship sont en jeux, il perd face à Triple H qui réunit les deux titres. Le 31 mars 2003, il remporte les Tag Team Championship avec Rob Van Dam, qu'ils perdent face à La Résistance lors de Bad Blood.
Après Bad Blood, Triple H offre une chance à Kane de se joindre à son clan, l'Evolution, mais celui-ci refuse. Après une rivalité de plusieurs semaines avec Triple H, Eric Bischoff et Steve Austin oblige The Game à mettre son World Heavyweight Championship en jeu face à Kane lors de RAW du 23 juin 2003, où Kane perd. Après le combat, Kane retire son masque.

#### Rivalité avec Rob Van Dam, relation avec Lita et rivalités avec Matt Hardy & Edge (2003-2005)

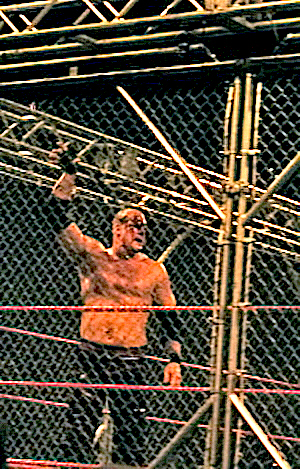
Kane sanglant dans un Steel Cage Match contre Edge en 2005.

Il a ensuite une rivalité avec son ancien partenaire, Rob Van Dam, qu'il bat lors de SummerSlam.
Une storyline est ensuite mise en place en montrant que Kane est instable et dangereux depuis qu'il a perdu son masque. Il attaque à plusieurs reprises Jim Ross puis Linda McMahon à RAW. Cette action déclenche une rivalité avec le fils à cette dernière, Shane McMahon. Les deux hommes s'affrontent lors de Survivor Series, combat que Kane remporte. Pendant ce PPV, Kane intervient en faveur de Vince McMahon dans son combat face à l'Undertaker et enterre l'Undertaker dans un Buried Alive match.
Le 14 mars 2004 à WrestleMania XX, il perd face à l'Undertaker. Après WrestleMania, une rivalité éclate entre lui et Matt Hardy à cause de Lita. Cette dernière est en couple avec Hardy, mais elle est enceinte, et Kane déclare qu'il est le père du futur bébé. Cette rivalité emmène à un match à SummerSlam, où Kane bat Matt Hardy. La stipulation de ce combat est que Lita doit épouser le gagnant. Une semaine plus tard, le 23 août à RAW, Matt Hardy interrompt le mariage entre Lita et Kane, mais ce dernier le fait passer à travers une table avec son Chokeslam et il repart avec Lita. Par la suite, Matt Hardy se blesse au genou et est obligé de se retirer des écrans.
Lors du RAW du 13 septembre, Kane tombe accidentellement sur Lita pendant son combat face à Gene Snitsky, après que ce dernier l'ai frappé avec une chaise, ce qui pousse Lita à avorter. Une rivalité se met alors en place entre Kane et Snitsky, où Snitsky le bat lors de Taboo Tuesday, puis le blesse au dos quelques semaines plus tard. C'est en réalité une fausse blessure pour que Kane puisse aller sur le tournage de son film : Le Regard du diable (See No Evil).
Il effectue son retour le 3 avril 2005 pour participer au Money in the Bank Ladder Match lors de WrestleMania 21, mais il ne décroche pas la malette.
Après ce combat, il reprend sa relation avec Lita lorsque celle-ci entre en rivalité avec Trish Stratus. À Backlash, il bat Viscera, alors garde du corps de Trish Stratus. Par la suite, Edge fait des avances à Lita, qu'elle accepte. Edge et Kane s'affrontent à Vengeance, combat qui voit Kane sortir vainqueur.
Les semaines suivantes voient le retour de Matt Hardy qui entre en rivalité avec Edge et Lita, ce qui annonce l'écartement de Kane de Lita.

#### Tag Team Champion avec Big Show, et diverses rivalités (2005-2007)

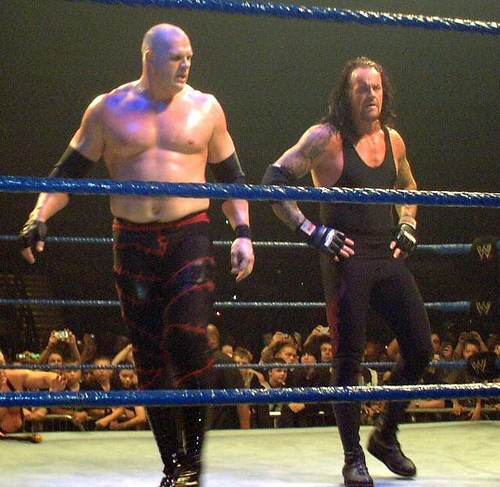
Kane et The Undertaker en 2006.

Lors d'Armageddon, lui et Big Show remportent les Tag Team Championship en battant Batista et Rey Mysterio.
Le 2 avril 2006 lors de WrestleMania 22, il conserve les World Tag Team Championship avec le Big Show face à Carlito et Chris Masters, mais les perdent le lendemain à RAW face à la Spirit Squad.
Lors de RAW du 22 mai 2006, il déclare que May 19th (19 mai) est la date à laquelle sa mère et sa famille adoptive ont été tués dans un incendie. Il entend alors des voix après sa victoire sur Trevor Murdoch, et la semaine suivante, lors du RAW du 29 mai, Kane est confronté par un faux Kane qui porte son ancien masque et costume de lutte. L'imposteur lui applique un Chokeslam pendant son match contre Shelton Benjamin pour le titre Intercontinental de la WWE. Kane et Imposteur Kane continuent de se bagarrer lors des semaines suivantes.
Un combat entre les deux a lieu lors de Vengeance dans lequel l'imposteur bat le vrai Kane. La rivalité prend fin lendemain à RAW, lorsque le faux Kane intervient une nouvelle fois dans un match de Kane, et que ce dernier l'attaque et le démasque. L'imposteur était en fait Festus, qui avait été choisi de par sa morphologie assez semblable à celle du Big Red Monster.
Lors de SummerSlam, il aide la D-Generation X en attaquant Umaga. À Unforgiven, Kane affronte Umaga, le match se termine en No-Contest à la suite d'un double décompte à l'extérieur. La rivalité s'achève lorsque Umaga bat Kane (avec l'aide d'Armando Estrada) dans un Loser Leaves RAW, ce qui signifiait que le perdant de ce match devait quittait RAW. Il quitte donc RAW pour SmackDown.
Il fait ses débuts à WWE SmackDown, le 13 octobre 2006 contre MVP, en gagnant par décompte à l'extérieur après que ce dernier eut peur de lui et s'enfuit. Il entame alors une rivalité avec lui qui se conclut à Armageddon, dans un Inferno match, où Kane ressort vainqueur.
Le 28 janvier 2007 au Royal Rumble, Kane élimine King Booker, mais ce dernier, frustré, le frappa et l'élimina à son tour.
Une rivalité éclate alors entre les deux, et à No Way Out, Kane le bat. À SmackDown, Kane perd contre King Booker dans un match pour une place dans le Money In The Bank Ladder Match à WrestleMania 23 après une intervention du Great Khali.
Kane entre alors en rivalité avec le géant indien, les deux hommes s'affrontent ainsi à WrestleMania 23 dans un match remporté par The Great Khali. Kane entame ensuite une rivalité avec Mark Henry, qui se conclut sur une victoire de Henry dans un Lumberjack Match à One Night Stand.
À la suite de la blessure d'Edge, qui a laissé son WWE World Heavyweight Championship vacant, The Great Khali devient champion. Kane affronte alors The Great Khali et Batista lors de The Great American Bash dans un Triple Threat Match, où Khali conserve son titre.
Lors de SummerSlam, il bat Finlay. Lors de Cyber Sunday, il affronte MVP pour le United States Championship. MVP perd par décompte à l'extérieur mais conserve ainsi son titre.
Kane est ensuite impliqué dans une rivalité à la ECW avec Mark Henry et Big Daddy V. Rivalité qui impliquera aussi The Great Khali (notamment dans une Monster Mash Battle Royal entre les quatre hommes, gagnée par Mark Henry).
À Armageddon, il fait équipe avec CM Punk, mais ils perdent contre Mark Henry et Big Daddy V.

#### ECW Champion et diverses rivalités (2008-2010)

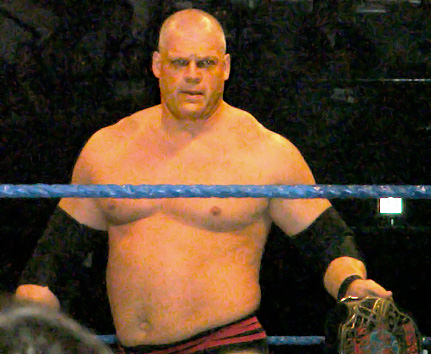
Kane avec la ceinture ECW en 2008.

Le 27 janvier 2008 au Royal Rumble, il participe au Royal Rumble Match, il rentre en 20e position et élimine Jimmy Snuka, Roddy Piper et John Morrison. Alors qu'il ne restait plus que quatre catcheurs, il se fait éliminer par Triple H et Batista.
Kane se lance ensuite à la conquête du titre de la ECW
Lors de WrestleMania XXIV, il remporte la Battle Royal, avec comme principaux opposants Mark Henry, Festus et The Great Khali, pour être le challenger no 1 au ECW Championship. Plus tard dans la soirée, il bat Chavo Guerrero en moins de 8 secondes et remporte le titre.
Lors de Backlash, il conserve son titre contre Chavo Guerrero. Lors de Judgment Day, alors qu'il est toujours champion de la ECW, il fait équipe avec CM Punk contre John Morrison et The Miz pour les WWE Tag Team Championship, mais ils perdent. À Night of Champions, il affronte Big Show et Mark Henry dans un Triple Threat Match pour le ECW Championship. Il perd son titre en prenant un Big Splash de Mark Henry qui est donc le nouveau champion.
À Unforgiven, il participe au Scramble Match pour le World Heavyweight Championship face à Batista, Rey Mysterio, JBL et Chris Jericho remporté par ce dernier. À No Mercy, il perd contre Rey Mysterio par disqualification après l'avoir frappé avec une chaise.
Il perd de nouveau contre Mysterio à Cyber Sunday dans un No Holds Barred Match, puis à RAW le 10 novembre dans un No Disqualification Match.
Aux Survivor Series, il perd avec JBL, John Morrison, The Miz et MVP face à Rey Mysterio, Great Khali, Shawn Michaels et Cryme Tyme dans un Elimination Tag Team Match.
Le 25 janvier 2009 au Royal Rumble, il participe au Royal Rumble match en entrant en 23e position, mais se fait éliminer par la Legacy.
Il participe ensuite à l'Elimination Chamber pour le championnat du Monde poids lourds à No Way Out, mais ne remporte pas le match. Après ça, il échoue à décrocher la malette au Money in the Bank Ladder match lors de WrestleMania XXV.
Kane est ensuite drafté à SmackDown. Lors de Backlash, il bat CM Punk.
Peu de temps après, Kane prend un congé de trois mois, jusqu'à son retour lors de The Bash, où il intervient durant le match opposant The Great Khali à Dolph Ziggler en attaquant Khali, lui coûtant le match. Une rivalité débute alors entre les deux monstres, qui s'affrontent à SummerSlam, puis à Breaking Point dans un Singapore Cane match, où Kane ressort vainqueur des deux matches,.
Il effectue un face turn en fin d'année, en sauvant l'Undertaker d'une attaque du Big Show et de Chris Jericho.

#### World Heavyweight Champion, rivalités avec The Undertaker & Edge (2010-2011)

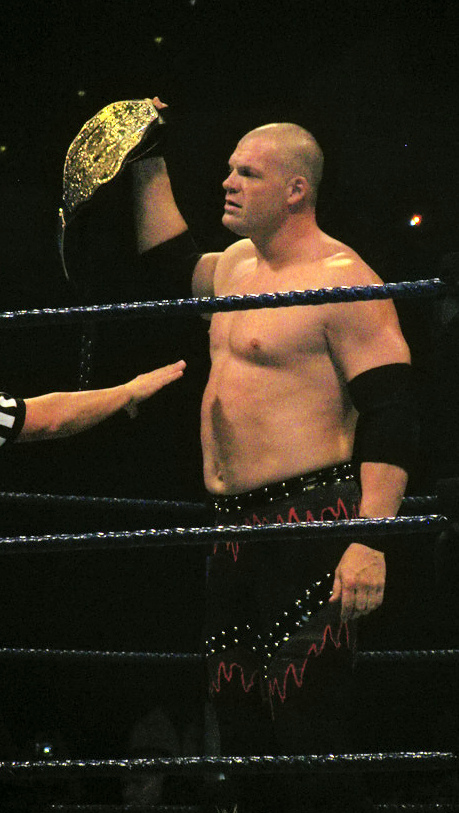
Kane en tant que champion du monde poids lourds en 2010.

Le 31 janvier 2010, il participe sans succès au Royal Rumble en entrant en 12e position mais il se fait éliminer par Triple H. Il perd ensuite contre Drew McIntyre lors de l'Elimination Chamber dans un match pour titre Intercontinental. Il participe ensuite au Money in the Bank Ladder match lors de WrestleMania XXVI, mais ne remporte pas la mallette.
Deux mois plus tard, Kane informe que son frère l'Undertaker a été agressé et se trouve dans un état critique. Il apparaît alors dans les coulisses des shows et dans les différents matchs pour chercher le coupable de l'agression (qui n'est autre que lui-même). Au Money in the Bank Ladder match lors de Money in the Bank, il parvient à décrocher la mallette, qu'il utilise avec succès le soir même sur le champion Rey Mysterio. Il devient alors pour la première fois champion du Monde poids lourds. Il conserve son titre contre Mysterio à SummerSlam.
Il entame ensuite un feud avec l'Undertaker, de retour, qu'il bat à Night of Champions dans un No Holds Barred Match, à Hell in a Cell dans un Hell in a Cell match (avec le retour de Paul Bearer qui finit par trahir l'Undertaker en s'alliant à Kane), puis à Bragging Rights dans un Buried Alive match (qu'il gagne grâce à l'intervention de la Nexus). Ce dernier match met fin à leur rivalité, l'Undertaker étant ensuite absent à la suite d'une blessure.
Il entre ensuite en rivalité avec Edge, ce dernier ayant kidnappé Paul Bearer et l'ayant placé dans un fauteuil roulant pour augmenter la rage de Kane. Aux Survivor Series, Kane conserve son titre face à Edge, avant de le perdre au profit de ce dernier lors de TLC dans un Fatal Four Way TLC match qui incluait aussi Rey Mysterio et Alberto Del Rio.
Il obtient son match revanche lors du premier SmackDown de l'année 2011, dans un Last Man Standing match qu'il perdra.

#### Rivalité avec The Corre, Tag Team Champion avec Big Show & blessure (2011)
Le 30 janvier 2011, Kane participe au Royal Rumble match lors du Royal Rumble en entrant en 40e et dernière position, mais se fera éliminer par Rey Mysterio.
Il perd ensuite à l'Elimination Chamber match pour le championnat du Monde poids lourds lors d'Elimination Chamber.
Kane s'allie ensuite au Big Show, et les deux entament une rivalité avec The Corre. Il devient donc face. Les deux hommes font équipe avec Santino Marella et Kofi Kingston pour battre The Corre à WrestleMania XXVII. Kane et Big Show remportent ensuite les championnats par équipes de la WWE face à Heath Slater et Justin Gabriel, le 22 avril à SmackDown. Ils conservent les titres lors d'Extreme Rules face à Wade Barrett et Ezekiel Jackson dans un Lumberjack match, ainsi qu'à Over the Limit contre la New Nexus (CM Punk et Mason Ryan).
Ils finissent cependant par les perdre le lendemain face à deux autres membres de la New Nexus, David Otunga et Michael McGillicutty. À la suite de ce match, son équipe avec le Big Show se dissout.
Kane participe au Money in the Bank Ladder Match de SmackDown à Money in the Bank, mais ne remporte pas la mallette. Lors du SmackDown suivant, il perd un Street Fight match contre Randy Orton. Après le match, il se fait attaquer par Mark Henry et se blesse à la suite d'une fracture du péroné, ce qui l'éloigne du ring pendant plusieurs mois.

#### Retour masqué, rivalités avec John Cena & Randy Orton (2011-2012)

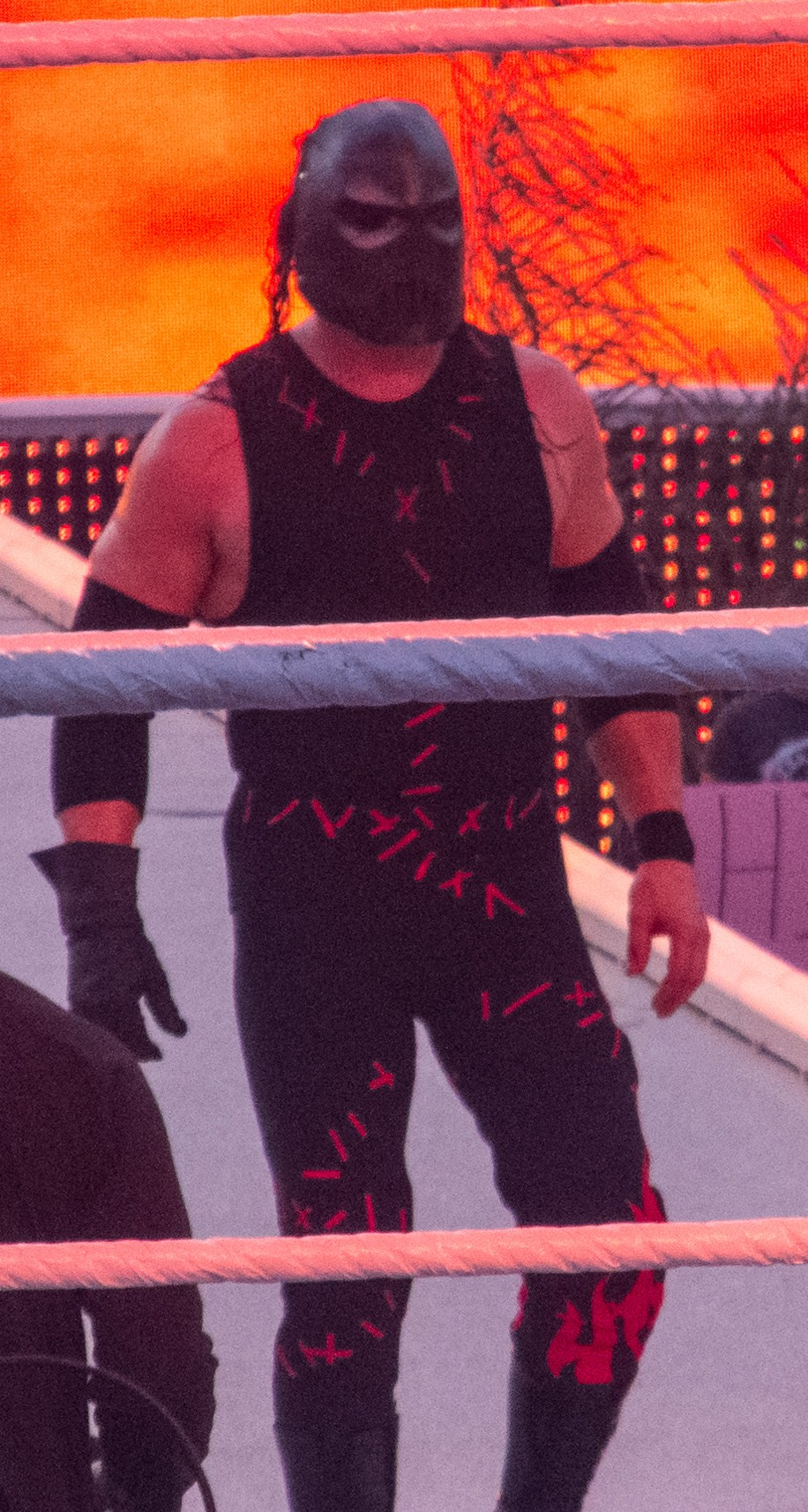
Kane lors de son entrée à WrestleMania XXVIII.

Kane fait son retour en fin d'année, lors du Raw des Slammy Awards le 12 décembre, avec sa première musique d'entrée remixée, ainsi qu'un nouveau masque et une nouvelle tenue. Il porte un Chokeslam sur John Cena, qui affrontait Mark Henry lors du main-event. Kane est alors transféré dans le roster de Raw. 
Kane continu d'attaquer John Cena lors des semaines suivantes, confirmant son statut de heel. Il explique que ses attaques sur Cena sont liées à son gimmick « Rise Above Hate », affirmant que l'on ne peut pas surmonter la haine. Cette rivalité entraîne également Zack Ryder, ami de John Cena, que Kane blessera gravement, afin d'augmenter la rage de Cena.
Le premier affrontement entre les deux hommes a lieu le 29 janvier 2012 au Royal Rumble, dans un match qui se terminera en double décompte à l'extérieur. Ils s'affrontent à nouveau lors du main-event d'Elimination Chamber, dans un Ambulance match, que John Cena remportera.
Peu de temps après, Kane entre en rivalité avec Randy Orton. Les deux hommes s'affrontent à WrestleMania XXVIII, match que Kane remportera après un Chokeslam de la troisième corde. Cependant Orton parviendra à le battre lors du SmackDown suivant dans un match sans disqualification, ainsi qu'à Extreme Rules dans un Falls Count Anywhere match.
Kane obtient ensuite un match pour le championnat de la WWE à No Way Out, face à Daniel Bryan et au champion CM Punk, mais ne remporte pas le match à la suite de la victoire de Punk. À la suite de ce match, Kane entre en rivalité avec Daniel Bryan. Les deux hommes s'affrontent à SummerSlam, dans un match remporté par Daniel Bryan.

#### Team Hell No (2012-2013)

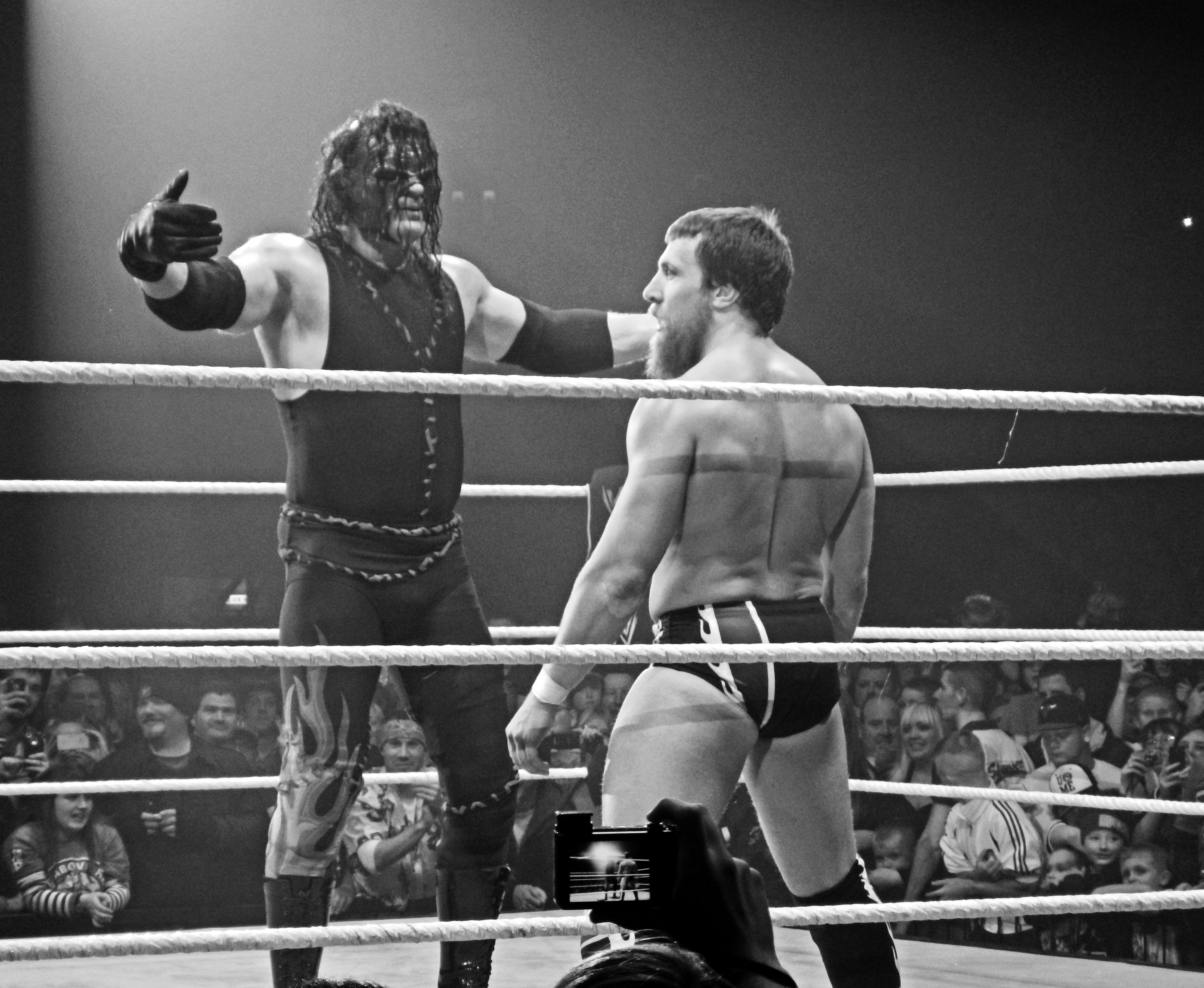
Kane proposant un câlin à Daniel Bryan.

Malgré leur rivalité, Kane et Daniel Bryan parviennent à devenir les challengers aux championnats par équipes, puis à les remporter en battant les champions Kofi Kingston et R-Truth lors de Night of Champions. Ils les conservent face à la Team Rhodes Scholars (Cody Rhodes et Damien Sandow) lors de Hell in a Cell, en perdant par disqualification.
Pendant les semaines suivantes, Kane et Bryan parviennent à s'entendre de mieux en mieux, formant ainsi une vraie équipe, nommée Team Hell No. L'équipe devient face. Ils entrent alors en rivalité avec un nouveau clan appelé The Shield, qui les attaquent pendant leurs matchs. Ils perdent avec Ryback face à The Shield à TLC.
Le 27 janvier 2013, ils participent au Royal Rumble match du Royal Rumble, où ils s'éliminent mutuellement.
Ils participent ensuite sans succès à l'Elimination Chamber match lors de Elimination Chamber. L'équipe défend par la suite ses titres avec succès à WrestleMania 29 face à Dolph Ziggler et Big E Langston.
Peu après, ils entrent dans une nouvelle rivalité avec The Shield. Ils perdent contre Roman Reigns et Seth Rollins à Extreme Rules, dans un Tornado Tag Team match pour les titres par équipes, mettant ainsi un terme au règne de huit mois de la Team Hell No. Daniel Bryan s'allie ensuite à Randy Orton dans un match pour les titres par équipes à Payback, mais ils perdent. Le même soir, Kane affronte le troisième membre du Shield, Dean Ambrose, pour le championnat des États-Unis, mais perd le match par décompte à l'extérieur.
Kane affronte Randy Orton à Raw le 1er juillet, dans un match arbitré par Daniel Bryan, durant lequel Bryan fait un compte trop rapide en faveur de son partenaire Kane. Ce dernier lui reproche alors son mauvais arbitrage. Cette dispute marque alors la fin de la Team Hell No.
Il entre ensuite en rivalité avec la Wyatt Family, où, à SummerSlam, il perd face au leader du groupe Bray Wyatt.
À la suite de ce match, Kane s'absente deux mois et part en tournage du film See No Evil 2.

#### The Authority (2013-2015)

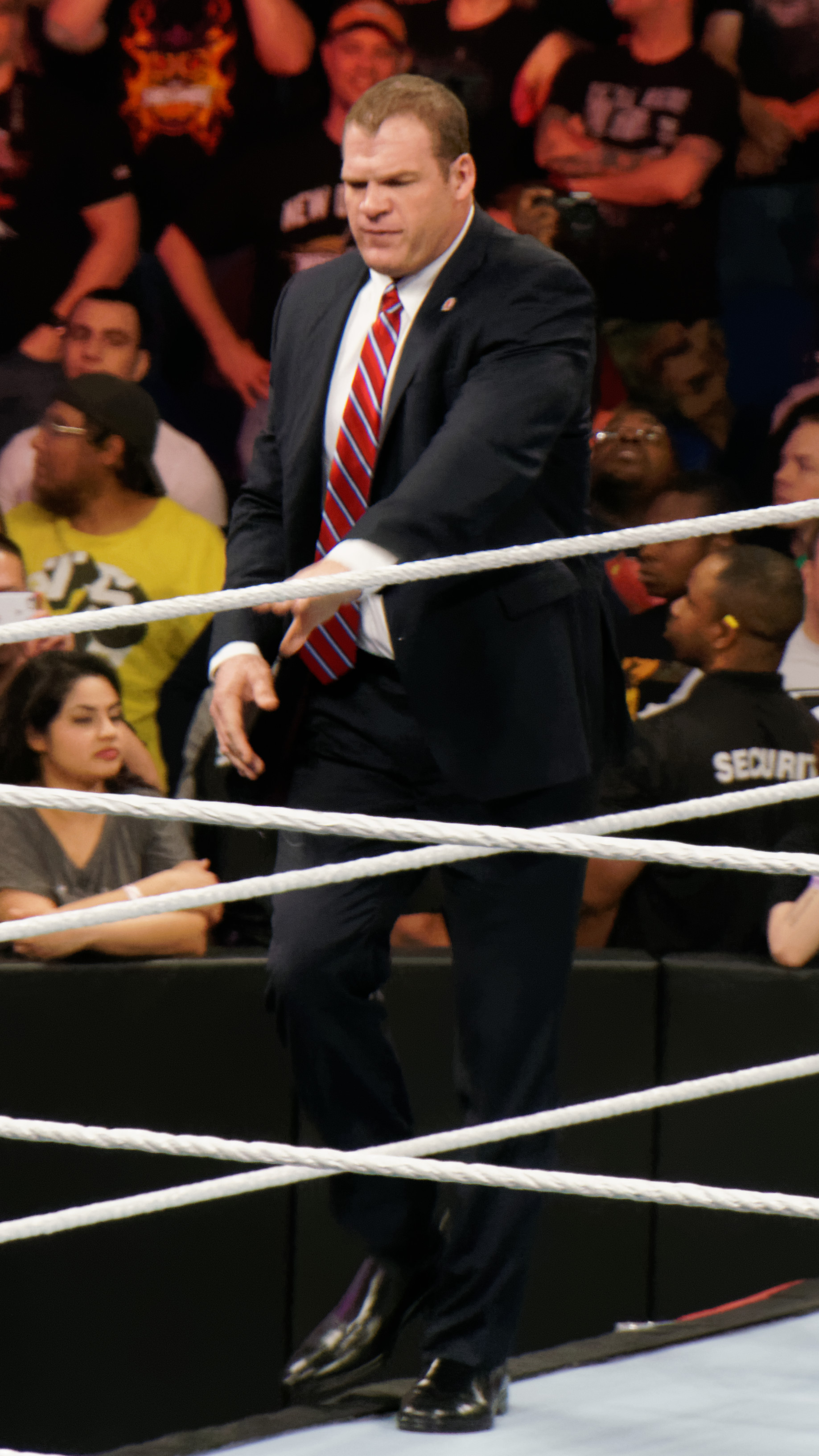
"Corporate" Kane en tant que directeur des opérations de The Authority.

Il fait son retour lors de Hell in a Cell, où il attaque le Miz et la Wyatt Family.
Le lendemain à Raw, il bat le Miz dans un combat rapide puis appelle Stephanie McMahon pour lui dire qu'il sera désormais à son service tout en lui donnant son masque. Il rejoint donc The Authority. Le 6 novembre sur Twitter, il annonce qu'il est désormais le nouveau Directeur des Opérations.
Le 26 janvier 2014, il participe au Royal Rumble, où il est éliminé par CM Punk, avant de revenir peu de temps avant la fin du match et de l'éliminer à son tour.
Lors de WrestleMania XXX, Billy Gunn, Road Dogg et lui perdent face au Shield.
Le 15 avril lors de Main Event, il revient avec son costume de catcheur et attaque le Big Show. Lors d'Extreme Rules, il perd face à Daniel Bryan et ne remporte pas le WWE World Heavyweight Championship. Il participe ensuite au Ladder match pour le WWE World Heavyweight Championship lors de Money in the Bank, mais perd au profit de John Cena. À Battleground, John Cena conserve son titre en battant Kane, Randy Orton et Roman Reigns.

Lors de Raw du 11 août, il revient en tant que Directeur des Opérations. L'équipe de Triple H ayant perdu lors de Survivor Series face à l'équipe de John Cena, il perd sa place de Directeur des Opérations et redevient un lutteur régulier.
Lors de TLC, il perd face à Ryback.
Le 22 février 2015 lors de Fastlane lui, Big Show et Seth Rollins battent Dolph Ziggler, Ryback et Erick Rowan. À Money in the Bank, il ne réussit pas à décrocher la mallette du Money In The Bank Ladder Match, cette dernière étant décrochée par Sheamus.
Après une attaque de Brock Lesnar peu avant Battleground, il part en tournage d'un film jusqu'en septembre 2015.

#### Demon Kane,Face Turn& rivalité avec la Wyatt Family (2015-2016)

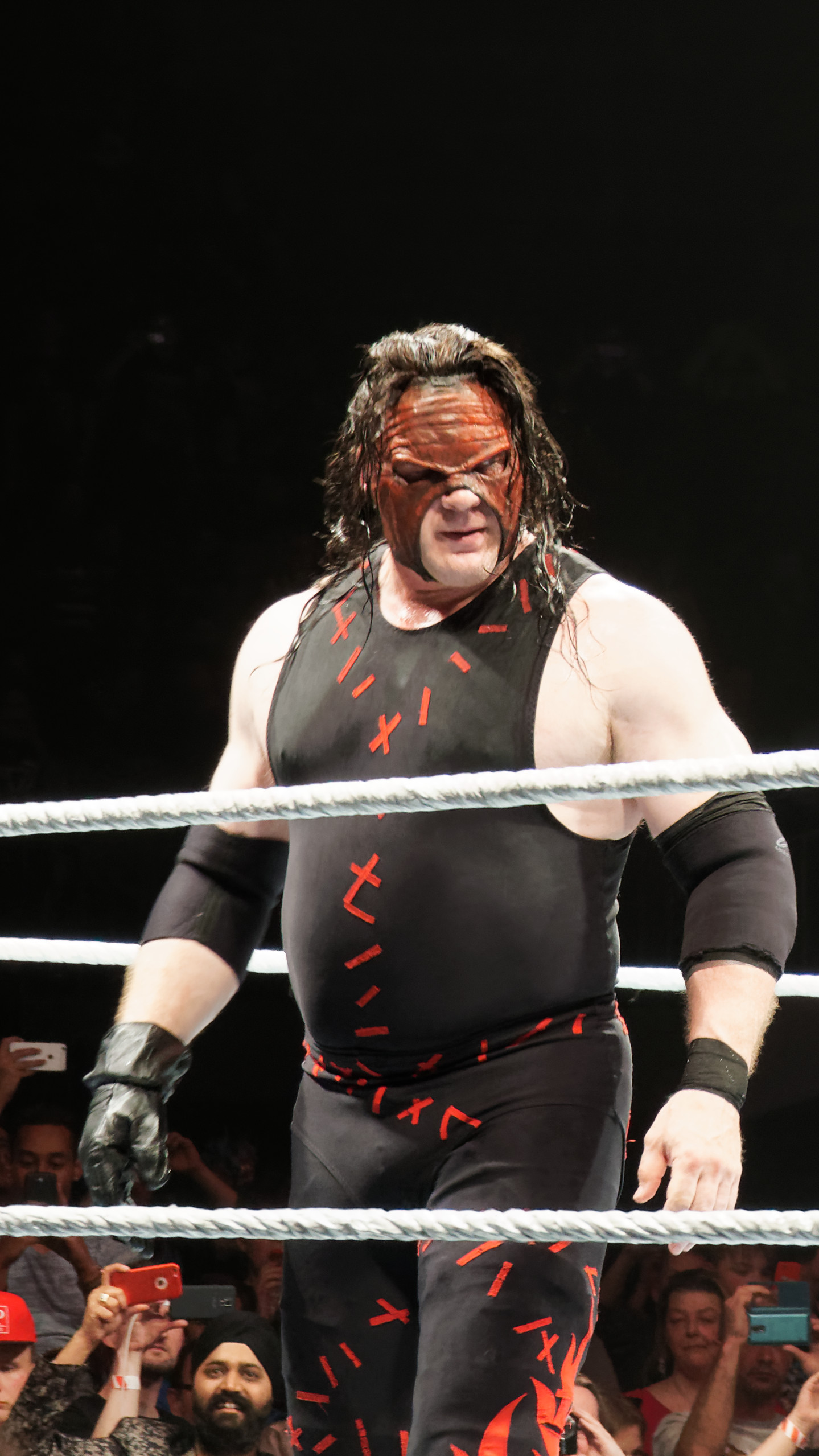
Kane en 2016.

Kane fait son retour le 20 septembre 2015 lors de Night of Champions et attaque Seth Rollins et Sheamus, ce dernier étais sur le point d'encaisser sa mallette Money in the Bank. 
Le 25 octobre lors de Hell in a Cell, il perd contre Seth Rollins qui conserve son WWE World Heavyweight Championship. Comme le veut la stipulation, Kane se voit retirer ses fonctions de Directeur des Opérations.
Kane s'allie ensuite avec son frère l'Undertaker pour reformer les Brothers Of Destructions et les deux hommes entrent en rivalité avec la famille Wyatt. Aux Survivor Series, ils battent Bray Wyatt et Luke Harper.
À WWE Tribute Of The troops 2015, il fait équipe avec Dean Ambrose, Roman Reigns, les Usos, les Dudley Boyz et Ryback pour battre The League Of Nations et The Wyatt Family.
Le 24 janvier 2016 lors du Royal Rumble, il participe au Royal Rumble match où il entre en 7e position et élimine R-Truth, puis se fait éliminer par Braun Strowman en 9e position.
Le lendemain à RAW, il perd contre Bray Wyatt. Il effectue son retour deux semaines plus tard en sauvant Ryback et Big Show d'un passage à tabac de la Wyatt Family. Lors de Fastlane, Kane, Ryback et Big Show battent Braun Stowman, Luke Harper et Erick Rowan. Le lendemain à RAW, ils perdent contre Bray Wyatt, Luke Harper et Braun Stowman après une trahison de Ryback.
Lors de WrestleMania 32, il participe à la bataille royal en mémoire d'André le Géant, où il se fait éliminer en dernier par Baron Corbin.
Lors du Draft, le 19 juillet 2016, Kane rejoint SmackDown.
Lors de Backlash, il gagne contre Bray Wyatt dans un No Holds Barred Match.
Lors de Survivor Series, il bat Luke Harper.

#### Retour, diverses rivalités et diverses alliances (2017-2018)
Le 16 octobre 2017, après quasiment un an d'absence, Kane fait son retour à RAW en tant que heel et porte deux Chokeslam sur Roman Reigns qui combattait contre Braun Strowman offrant la victoire à ce dernier. Après le match, The Miz annonce que le cinquième et dernier membre de son équipe pour TLC est Kane.
Lors de TLC, il perd avec The Miz, Braun Strowman, Cesaro et Sheamus contre The Shield (Kurt Angle, Seth Rollins et Dean Ambrose). À noter qu'à la fin du match, une bagarre éclate entre lui et Braun Strowman, ce dernier se faisant attaquer par le reste de l'équipe.
Kane se lance ensuite dans une rivalité avec Braun Strowman et Brock Lesnar pour le WWE Universal Championship.
Le 28 janvier 2018 au Royal Rumble, il perd au profit de Brock Lesnar un Triple Threat Match pour le titre universel qui incluait également Braun Strowman.
Le 8 avril à WrestleMania 34, il perd la bataille royale en mémoire d'Andre The Giant au profit de Matt Hardy en se faisant éliminer par Baron Corbin, il élimine lui-même Fandango, The Miztourage, Chad Gable et Dolph Ziggler.
Le 26 juin à SmackDown Live, il effectue une fois de plus son retour en Face venant en aide à Daniel Bryan qui subissait les attaques des Bludgeon Brothers en portant notamment son Chokeslam sur Harper. Daniel Bryan et Kane se font ensuite une accolade, et ils apprennent qu'ils affronteront Harper et Rowan pour les titres par équipes de SmackDown lors d'Extreme Rules.
Lors d'Extreme Rules, la Team Hell No est attaquée dans les vestiaires par The Bludgeon Brothers. Plus tard dans la soirée, Bryan et Kane perdent contre ces derniers et ne remportent pas les titres par équipe de SmackDown. Le même soir, il est rapporté que Kane s'est blessé au pied et qu'il sera absent pour une durée indéterminée.
À l'automne 2018, il s'allie avec The Undertaker, alors en rivalité avec Triple H et Shawn Michaels. Le 6 octobre 2018 lors du WWE Super Show-Down, The Undertaker perd contre Triple H après deux Sweet Chin Music de Shawn Michaels et un Pedigree de Triple H. Après le match, Kane et l'Undertaker attaquent Triple H et Shawn Michaels. L'Undertaker porte un Chokeslam sur Michaels à travers une table et un Tombstone Piledriver sur Triple H. Le 2 novembre lors de Crown Jewel, Kane et l'Undertaker perdent contre ces deux mêmes adversaires.

#### Diverses apparitions (2019-2021)
Le 16 septembre 2019 à Raw, il remporte le WWE 24/7 Championship en effectuant le tombé sur R-Truth sur le terrain du Neyland Stadium, à Knoxville, avant que ce dernier ne le récupère plus tard sur le parking du voiturier avant le show. Il vient ensuite en aide à Seth Rollins, attaqué par The OC, Dolph Ziggler & Robert Roode, avant de se faire attaquer à son tour par "The Fiend" Bray Wyatt qui lui porte un Mandible Claw.
Le 17 janvier 2020 à SmackDown, il vient défier The Fiend "Bray Wyatt" pour l'avoir attaqué, il se fait par la suite aider par Daniel Bryan.
Lors des Survivor Series, il fait une courte apparition pour les adieux de The Undertaker.
Le 31 janvier 2021 au Royal Rumble, il effectue son retour en entrant dans le Royal Rumble Match masculin en 18e position, il élimine successivement Ricochet & Dolph Ziggler mais se fait éliminer par Damien Priest, c'est la 20e fois depuis 1996 qu'il participe à un Royal Rumble Match.
Il fut plus tard rapporté qu'il avait fait don de ses gains lors du Royal Rumble à l'université des technologies appliquées du comté de Knoxville.

#### WWE Hall of Fame (2021)
Le 24 mars 2021, The Undertaker annonce que Kane sera introduit au WWE Hall of Fame.
Le 6 avril 2021, il est intronisé au WWE Hall of Fame.

## Palmarès
- Smoky Mountain Wrestling (SMW)
  - 1 fois champion par équipes de la SMW avec Al Snow[154]
- United States Wrestling Association (USWA)
  - 1 fois Memphis Wrestling Southern Heavyweight Champion[155]
- World Wrestling Federation/Entertainment
  - 1 fois Champion de la WWF[156] (28 juin 1998 - 29 juin 1998)
  - 1 fois Champion du Monde Poids-Lourds (18 juillet 2010 - 19 décembre 2010)
  - 1 fois Champion de la ECW (30 mars 2008 - 29 juin 2008)
  - 2 fois Champion (Poids-Lourds) Intercontinental de la WWF/WWE (20 mai 2001 - 28 juin 2001) ; (30 septembre 2002 - 20 octobre 2002)
  - 1 fois Champion Hardcore de la WWF[157] (1er avril 2001 - 17 avril 2001)
  - 1 fois Champion 24/7 de la WWE (16 septembre 2019)
  - 2 fois Champion par équipes de la WWE
    - 1 fois avec Big Show (19 avril 2011 - 23 mai 2011)
    - 1 fois avec Daniel Bryan (16 septembre 2012 - 19 mai 2013)

  - 9 fois Champion (du monde) par équipe de la WWF/WWE
    - 2 fois avec Mankind (13 juillet 1998 - 26 juillet 1998) ; (10 août 1998 - 30 août 1998)
    - 2 fois avec X-Pac (30 mars 1999 - 25 mai 1999) ; (9 août 1999 - 22 août 1999)
    - 2 fois avec The Undertaker[32],[33] (17 avril 2001 - 29 avril 2001) ; (19 août 2001 - 17 septembre 2001)
    - 1 fois avec The Hurricane (23 septembre 2002 - 14 octobre 2002)
    - 1 fois avec Rob Van Dam (31 mars 2003 - 15 juin 2003)
    - 1 fois avec Big Show[158] (1er novembre 2005 - 3 avril 2006)

  - 1 fois Champion par équipes de la WCW avec The Undertaker[34] (7 août 2001 - 25 septembre 2001)
  - Mr. Money in the Bank (18 juillet 2010 - 18 juillet 2010)
  - 8e Triple Crown Champion
  - 3e Grand Slam Champion
  - WWE Hall of Fame (2021)

## Récompenses de magazines
| Année | 1994 | 1995 | 1996 | 1997 | 1998 | 1999 | 2000 | 2001 | 2002 | 2003 | 2004 | 2005 | 2006 | 2007 | 2008 | 2009 | 2010 | 2011 | 2012 | 2013 | 2014 | 2015 | 2016 | 2017 | 2018 |
| ----- | ---- | ---- | ---- | ---- | ---- | ---- | ---- | ---- | ---- | ---- | ---- | ---- | ---- | ---- | ---- | ---- | ---- | ---- | ---- | ---- | ---- | ---- | ---- | ---- | ---- |
| Rang  | 390  | 103  | 157  | 175  | 21   | 13   | 34   | 16   | 55   | 23   | 13   | 19   | 50   | 65   | 33   | 37   | 79   | 4    | 22   | 16   | 42   | 51   | 52   | 119  | 142  |

## Filmographie
- 2005 : WWE: Kane, Journey to Hell : lui-même[160]
- 2008 : WWE: Twisted and Disturbed Life of Kane : lui-même[161]
- 2006 : See No Evil (produit par WWE Films) : Jacobs
- 2007 : Smallville, saison 6, épisode 17 intitulé Titan[162]
- 2010 : MacGruber réalisé par Jorma Taccone : lui-même[163]
- 2014 : Scooby-Doo et la Folie du catch (Scooby-Doo! WrestleMania Mystery) : lui-même
- 2014 : See No Evil 2 (en), réalisé par Jen et Sylvia Soska : Jacobs Goodnight
- 2016 : Countdown (en) réalisé par John Stockwell : Lieutenant Frank Cronin

## Carrière dans la politique

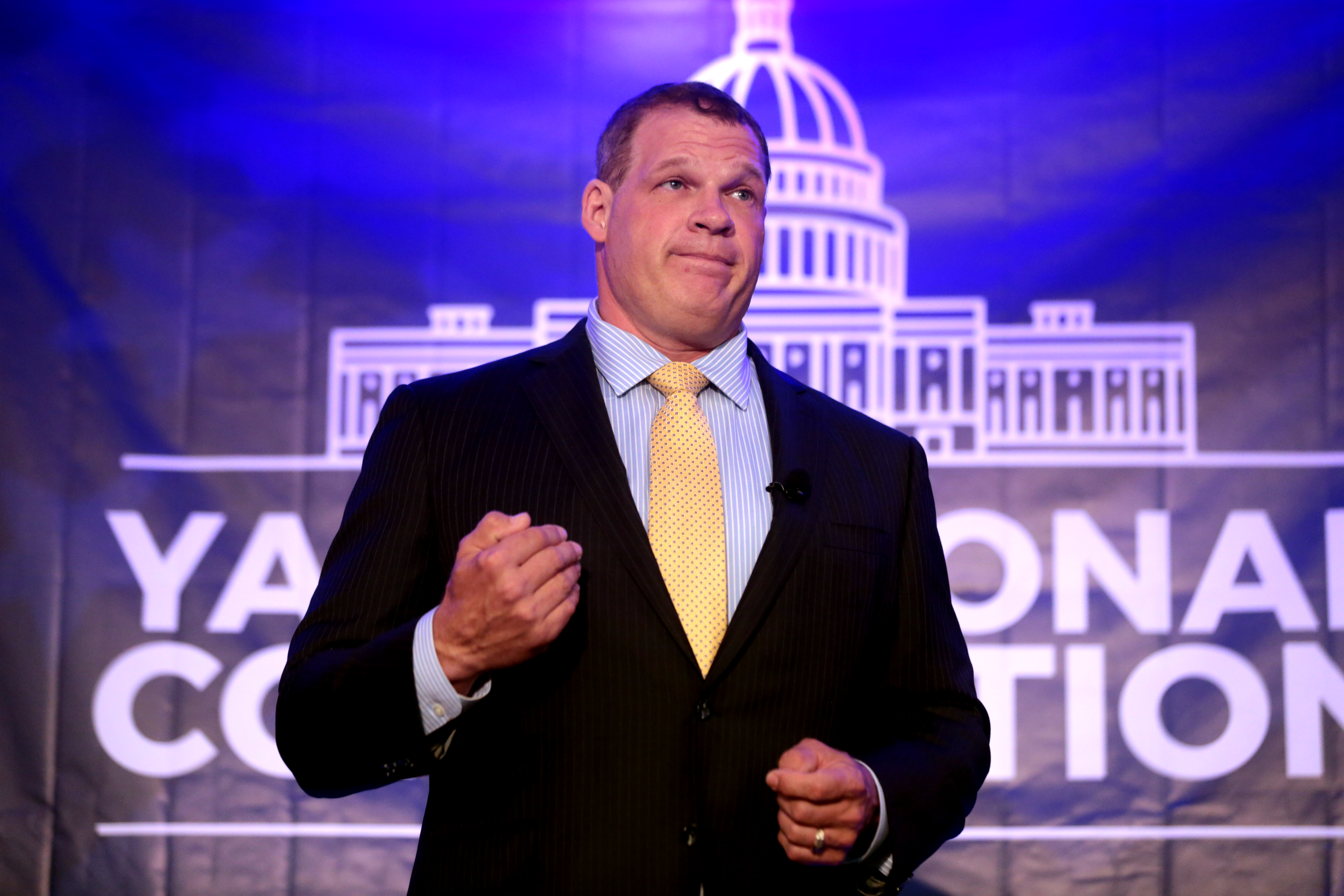
Élections pour être maire de la ville de Knoxville

En 2016, Glenn Jacobs, candidat du parti républicain, vise le poste de maire de la ville de Knoxville, dans le Tennessee.
Le 2 août 2018, Glenn Jacobs est élu maire du comté de Knox dans le Tennessee (en France, cela se rapproche d'un président de communauté d'agglomération).